# Chao-Li Chi
Chao-Li Chi, född 5 april 1927 i Shanxi, Kina, död 16 oktober 2010 i Granada Hills, Los Angeles County, Kalifornien, var en amerikansk skådespelare. Han föddes i Shanxi-provinsen i Kina, men flyttade 1939 med sin familj till New York när Japan invaderade Kina. Han flyttade till Los Angeles 1975 och gjorde sig ett namn som skådespelare med ett femtiotal film- och tv-roller på meritlistan. Han hade framträdande roller i filmer som Big Trouble in Little China, The Joy Luck Club och Den galne professorn. För den stora allmänheten, och i Sverige, var han mest känd för rollen som betjänten Chao Li i den kultförklarade och prisbelönade tv-såpan Maktkamp på Falcon Crest. Vid sidan om filmen arbetade han som instruktör inom olika taoistiska praktiker i Kalifornien och utövade den taoistiska läran. Han medverkade även i filmer av Maya Deren samt i danssammanhang.